# Alice Ball
Alice Augusta Ball, ameriška kemičarka, * 24. julij 1892, Seattle, † 31. december 1916, Seattle 
Odkrila je zdravilo za Hansenovo bolezen (gobavost), ki se je uporabljalo do leta 1940, ko ga je zamenjalo zdravljenje s sulfonamidi. 

### Mladost
Rodila se je materi Laure Howard Ball in očetu Jamesu Presleyu Ballu, uglednemu odvetniku, fotografu in uredniku časopisa Colored Citizen. Bila je tretja od štirih otrok v družini. Imela je mlajšo sestro Addie ter dva starejša brata Williama in Roberta. Njena družina je bila poznana in premožna predvsem zaradi njenega dedka Jamesa Balla starejšega, ki je bil znan fotograf. V Združenih državah Amerike je bil eden prvih afroameričanov, ki se je naučil degerotipije. Leta 1903 se je njena družina skupaj z dedkom preselila na Havaje, natančneje v mesto Honolulu in tam odprla fotografski studio. Dedek je namreč bolehal z artritisom. Toplejše podnebje naj bi olajšalo bolezen, vendar je manj kot leto zatem umrl in tako se je družina leta 1905 vrnila nazaj v Seattle. 

### Izobrazba
Leta 1912 je Alice diplomira na Univerzi v Washingtonu (University of Washington) iz farmacevtske kemije, dve leti kasneje pa tudi iz farmacije. Z objavo deset stranskega članka z naslovom Benzoylations in Ether Solution v prestižni reviji Journal of American Chemical Society je izpodbila predsodke, zaradi katerih so ženske in ne-belci intelektualno manjvredni. Hkrati pa si je pridobila dve ponudbi za štipendiranje magistrskega programa, in sicer na Univerzi v Kaliforniji (University of California) in Univerzi na Havajih (University of Hawaii). Odločila se je, da študij kemije nadaljuje na Univerzi na Havajih. Magistrirala je 1. 6. 1915  in tako postala prva afroameričanka in prva ženska, ki je magistrirala iz kemije na tej univerzi. V tem akademskem letu je postala tudi prva ženska, ki je učila kemijo v tej instituciji.

### Zdravilo za gobavost
Na Havajih so gobavce v začetni fazi bolezni v tistem času zdravili v bolnišnici Kalihi. V primeru, da je bila njihova bolezen preveč razširjena, so jih med leti 1866 in 1942 poslali na samotni otok Molokaj in jih pustili umreti. 
Zdravnik dr. Harry T. Hollmann, ki je delal kot pomočnik kirurga v bolnišnici Kalihi in na sprejemni postaji v Honolulu, je bil eden izmed redkih, ki ni bil zadovoljen z učinkovitostjo chaulmoogra olja, ki so ga eksperimentalno uporabljali kot zdravilo. Pridobivali so ga iz semen indijske rastline chaulmoogra  (Hydnocarpus wightianus) in se je v indijski in kitajski tradicionalni medicini uporabljalo že od leta 1300. Njegov največji problem je bila zelo slaba učinkovitost in način aplikacije. Bil je prelepljiv in previskozen za apliciranje z injekcijo, saj se je pod kožo strdil in tvoril mehurčke, namesto da bi se absorbiral, hkrati pa je bil proces vbrizgavanja zelo boleč. Imel je tudi jedek okus, ki je večino pacientov ob zaužitju, prisilil v bruhanje. Hollmann je zato iskal znanstvenika, ki bi mu pomagal pretvoriti zdravilno učinkovino iz olja v topno obliko, da bi jo bilo možno aplicirati z injekcijo. Alice je v magistrskem delu raziskovala in opisovala kemijsko sestavo in zdravilno učinkovino, pridobljeno iz rastline Kava kava (Piper methysticum), zato se mu je zdela primerna za to nalogo. 
Alice je razvila tehniko, s katero je zdravilno učinkovino iz olja spremenila v tako obliko, ki jo je telo lahko enostavno absorbiralo v krvni obtok. Maščobne kisline iz olja je spremenila v etilne estre. Ta tehnika se imenuje ""The Ball Method"" in je bila edino zdravilo za gobavost. Žal je umrla, preden je uspela objaviti svoje raziskave in videti plodove svojega raziskovanja. Tako je kemik in predsednik univerze Arthur L. Dean ukradel njeno delo in ga objavil. Metodo je poimenoval ""The Dean Method"". Leta 1922 je Hollmann objavil članek, v katerem je hotel Alici pripisati zasluge za njeno delo in metodo poimenoval "The Ball method". Na žalost sta Dr. Kathryn Takara, pesnica in nekdanja študentka iz Havajske univerze, ter Dr. Stanley Ali, upokojenec, ki je slučajno naletel na Alicino ime v knjigi iz leta 1932, šele leta 1970 v arhivih poiskala Alicino raziskavo. Tako je končno Alice dobila zasluge za svoje delo. Zdravljenje s chaulmoogra oljem predelanim po njeni metodi je bilo glavno zdravljenje za gobavost vse do leta 1940, ko ga je nadomestilo bolj učinkovito zdravljenje s sulfonamidi.

### Smrt
Alice je med raziskovanjem zbolela in odšla na zdravljenje v domači Seattle. Umrla je 31. 12. 1916, stara komaj 24 let. Njena smrt ostaja skrivnostna. Domnevali so, da naj bi umrla zaradi vdihavanja klora med nesrečo v laboratoriju, vendar je poročilo obdukcije za vzrok smrti določilo tuberkulozo. 

### Prepoznavnost
Univerza na Havajih je je v spomin na njeno odkritje leta 2000 postavila bronasto ploščo pred drevesom chaulmoogra, ki stoji v kampusu. Nekdanja guvernerka Havajev je razglasila 29.2. kot dan Alice Ball. Leta 2007 ji je Univerza na Havajih posmrtno podelila Regentsovo medaljo za raziskovanje ("Regents’ Medals of Distinction"). Leta 2016 jo je revija Hawaii uvrstila na seznam najvplivnejših žensk v havajski zgodovini.